# Prix Compasso d'Oro
Le prix Compasso d’Oro (en français : Compas d'or) est l'un des prix internationaux de design de produit les plus influents et les plus anciens.
Il est créé en 1954 en Lombardie par Gio Ponti. Depuis 1964, son organisation est confiée à l'ADI (association pour le design industriel).
Le prix récompense des créations fabriquées en Italie. Les lauréats sont donc principalement des designers italiens, mais aussi des grands noms du design international comme Philippe Starck ou Richard Sapper, pour des créations made in Italy.
Les prix sont décernés par des jurys internationaux pour des créations de mobilier, d'art de la table, d'automobile, de design industriel.

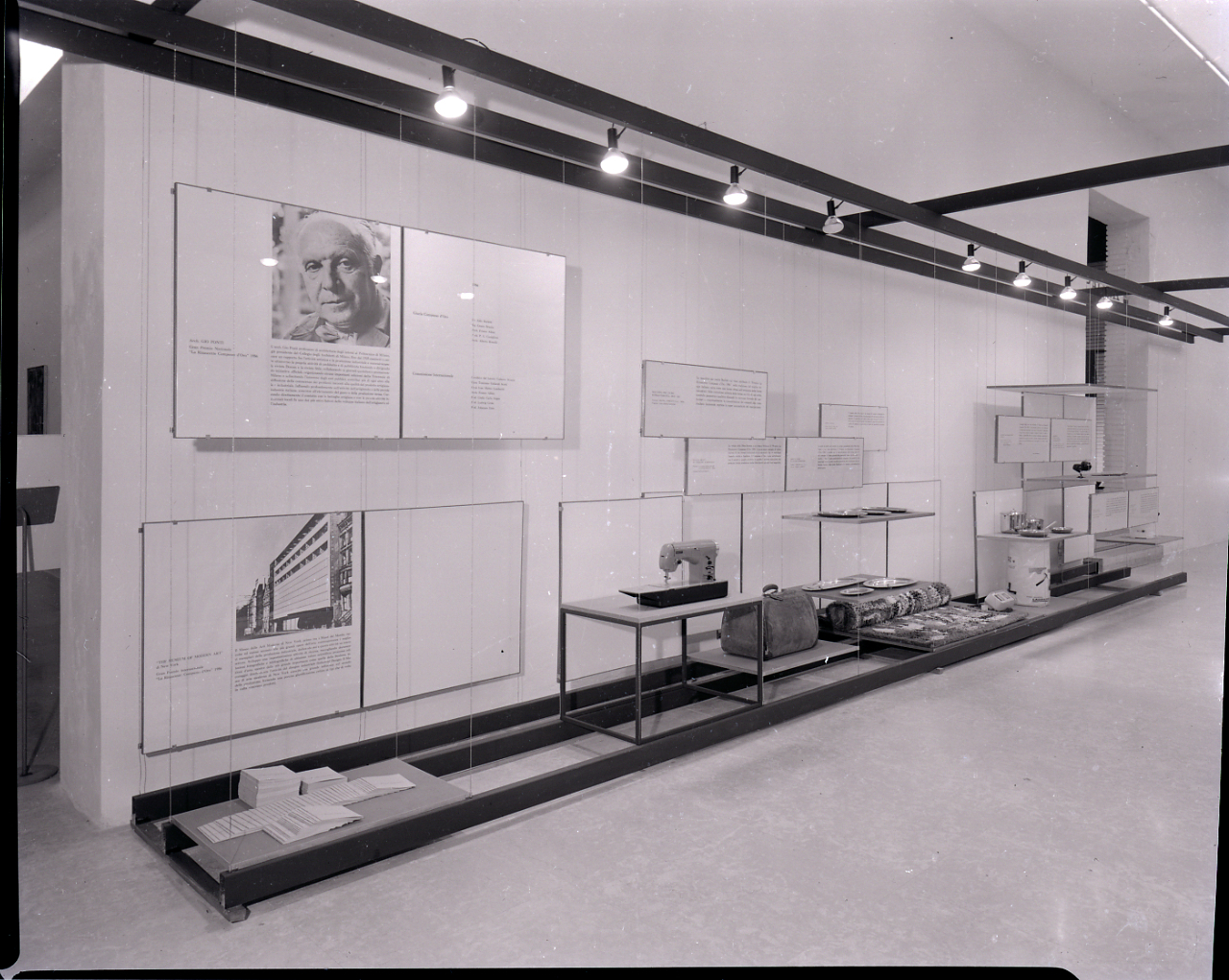
Exposition d'objets au concours de 1956.

## Principaux lauréats
| Année | Designer                                        | Création récompensée                                    | Fabricant        |
| ----- | ----------------------------------------------- | ------------------------------------------------------- | ---------------- |
| 1954  | Bruno Munari                                    | Petit singe (jouet) Zizi                                | Pigomma          |
| 1955  | Sergio Asti                                     | à définir                                               |                  |
| 1955  | Ernesto Nathan Rogers                           | à définir                                               |                  |
| 1955  | Gino Colombini                                  | Seau en polyéthylène KS 1146                            | Kartell          |
| 1955  | Franco Albini                                   | Chaise PT1 Luisa                                        | Cassina          |
| 1955  | Achille Castiglioni Pier Giacomo Castiglioni    | Lampe Luminator                                         | Flos             |
| 1959  | Gino Colombini                                  | Presse-agrumes KS1481                                   | Kartell          |
| 1959  | Ettore Sottsass                                 | Machine à calculer Elea 9003                            | Olivetti         |
| 1960  | Achille Castiglioni Pier Giacomo Castiglioni    | Chaise T 12 Palini                                      |                  |
| 1962  | Marco Zanuso Richard Sapper                     | Téléviseur portable Doney                               | Brionvega        |
| 1962  | Achille Castiglioni Pier Giacomo Castiglioni    | Machine à café Pitagora                                 | La Cimbali       |
| 1962  | Sergio Asti                                     | Vase en verre Marco                                     | Salviati         |
| 1964  | Achille Castiglioni Pier Giacomo Castiglioni    | Distributeur de bière Spinamatic                        | Poretti          |
| 1967  | Vico Magistretti                                | Lampe Éclisse                                           | Artemide         |
| 1967  | Achille Castiglioni Pier Giacomo Castiglioni    | Casque de traduction simultanée                         | Phoebus Alter    |
| 1967  | Joe Colombo                                     | Lampe Spider                                            | O Luce           |
| 1970  | Mario Bellini                                   | Calculateur Logos 270                                   | Olivetti         |
| 1979  | Anna Castelli Ferrieri (pour Centrokappa)       | Table en polypropylène pour enfants                     | Kartell          |
| 1979  | Mario Bellini                                   | Canapé et fauteuil Le Bambole                           | B&B Italia       |
| 1979  | Achille Castiglioni                             | Lit d'hôpital Omsa                                      |                  |
| 1979  | Cini Boeri                                      | Canapé Strips                                           | Arflex           |
| 1979  | Enzo Mari                                       | Chaise Delfina                                          | Driade           |
| 1979  | Vico Magistretti                                | Lampe Atollo                                            | O Luce           |
| 1979  | Vico Magistretti                                | Canapé Maralunga 675                                    | Cassina          |
| 1979  | Richard Sapper                                  | Cafetière 9090                                          | Alessi           |
| 1979  | Achille Castiglioni                             | Lampe Parentesi                                         | Flos             |
| 1979  | Jonathan De Pas, Donato D’Urbino, Paolo Lomazzi | Portemanteau Sciangai                                   | Zanotta          |
| 1981  | Mario Bellini                                   | Machine à écrire Praxis 35                              | Olivetti         |
| 1981  | Emilio Ambasz, Giancarlo Piretti                | Fauteuil de bureau Vertebra                             | Castelli         |
| 1984  | Richard Meier                                   | Service à café et à thé                                 | Alessi           |
| 1984  | Achille Castiglioni                             | Ménagère Dry                                            | Alessi           |
| 1987  | Antonio Citterio                                | Ensemble de sièges Sity                                 | B&B Italia       |
| 1987  | Giuseppe Raimondi                               | Tabouret Delfina                                        | Bontempi Casa    |
| 1987  | Anna Castelli Ferrieri                          | Chaise empilable K 4870                                 | Kartell          |
| 1989  | Ettore Sottsass                                 | Couverts Nuovo Milano                                   | Alessi           |
| 1989  | Michele De Lucchi, Giancarlo Fassina            | Lampe Tolomeo                                           | Artemide         |
| 1989  | Alberto Meda, Paolo Rizzato                     | Lampe Lola                                              | Luceplan         |
| 1991  | Vito Noto                                       | Machine à affranchir Gamma 25 Elettronica               | Primavera        |
| 1994  | Richard Sapper                                  | Ordinateur portable Leapfrog                            | IBM              |
| 1994  | Marc Sadler                                     | Lampe Drop 2                                            | Flos             |
| 1994  | Luigi Baroli                                    | Paravent Cartoons                                       | Baleri Italia    |
| 1994  | Antonio Citterio                                | Système de rangement Mobil                              | Kartell          |
| 1994  | Vito Noto                                       | Outils d'organisation Clip Case / Rack                  | Lista            |
| 1994  | Vito Noto                                       | Unité de préparation d'analyse cytofluorométrique LYSET | Hamilton         |
| 1998  | Riccardo Blumer                                 | Chaise Laleggera                                        | Alias            |
| 2001  | Enzo Mari                                       | Table Legato                                            | Driade           |
| 2001  | Konstantin Grcic                                | Lampe May Day                                           | Flos             |
| 2001  | Marc Sadler                                     | Lampes Tite e Mite                                      | Foscarini        |
| 2001  | Philippe Starck                                 | Canapé Bubble                                           | Kartell          |
| 2001  | Mario Bellini                                   | Chaise Bellini                                          | Heller           |
| 2004  | Harri Koskinen                                  | Chaise Muu                                              | Montina          |
| 2004  | Isao Hosoe, Peter Solomon                       | Lampe Onda                                              | Glamox Luxo      |
| 2004  | Herzog & de Meuron                              | Lampe Pipe                                              | Artemide         |
| 2004  | Bruno Rainaldi                                  | Étagère Ptolomeo                                        | Moco             |
| 2004  | Toyo Ito                                        | Banc Ripples                                            | Horm             |
| 2008  | Ron Arad                                        | Rocking chair MT3                                       | Driade           |
| 2008  | Eero Aarnio                                     | Chaise Trioli                                           | Magis            |
| 2008  | Alberto Meda, Paolo Rizzato                     | Lampe Mix                                               | Luceplan         |
| 2008  | Bartoli Design, Fauciglietti Engineering        | Chaise R606 Uno                                         | Segis            |
| 2011  | Konstantin Grcic                                | Chaise Myto                                             | Plank            |
| 2011  | Patrick Jouin                                   | Casserole Pasta Pot                                     | Alessi           |
| 2011  | Ronan & Erwan Bouroullec                        | Chaise Steelwood                                        | Magis            |
| 2014  | Flavio Manzoni                                  | Modèle F12berlinetta                                    | Ferrari          |
| 2014  | Adriano design                                  | Scelleuse sous-vide Takaje                              | Facem spa Torino |
| 2015  | LG Electronics                                  | Réfrigérateur Double Door-in-Door                       | LG Electronics   |
| 2016  | Flavio Manzoni                                  | Modèle FXX K                                            | Ferrari          |
| 2018  | Rem Koolhaas                                    | Nouveau siège de la fondation                           | Fondation Prada  |
| 2018  | Centro Stile Alfa Romeo                         | Modèle Giulia                                           | Alfa Romeo       |

Certains des produits exposés entre 1956-1960.
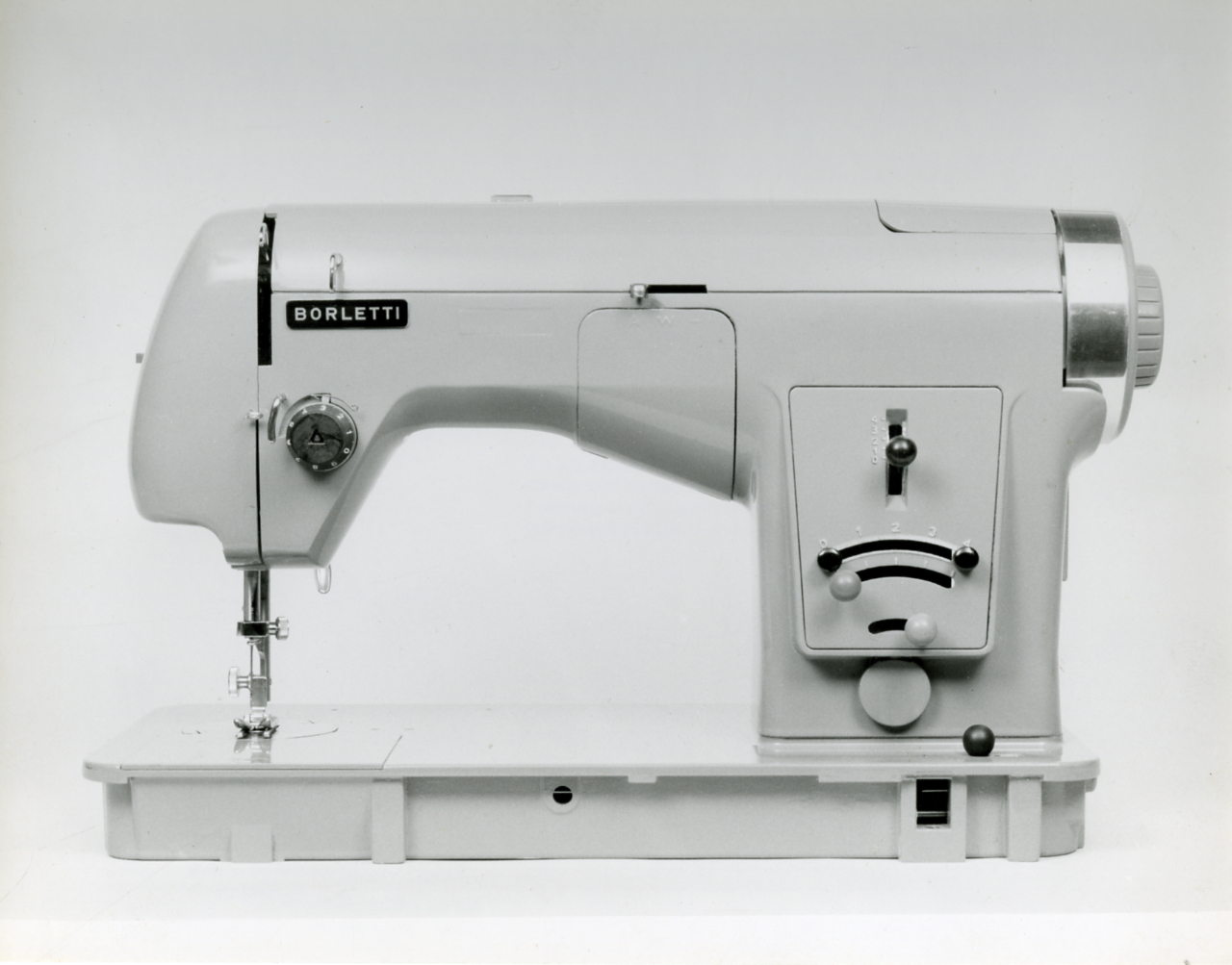
Machine à coudre super-automatique modèle 1102 conçue par Marco Zanuso (Fratelli Borletti)
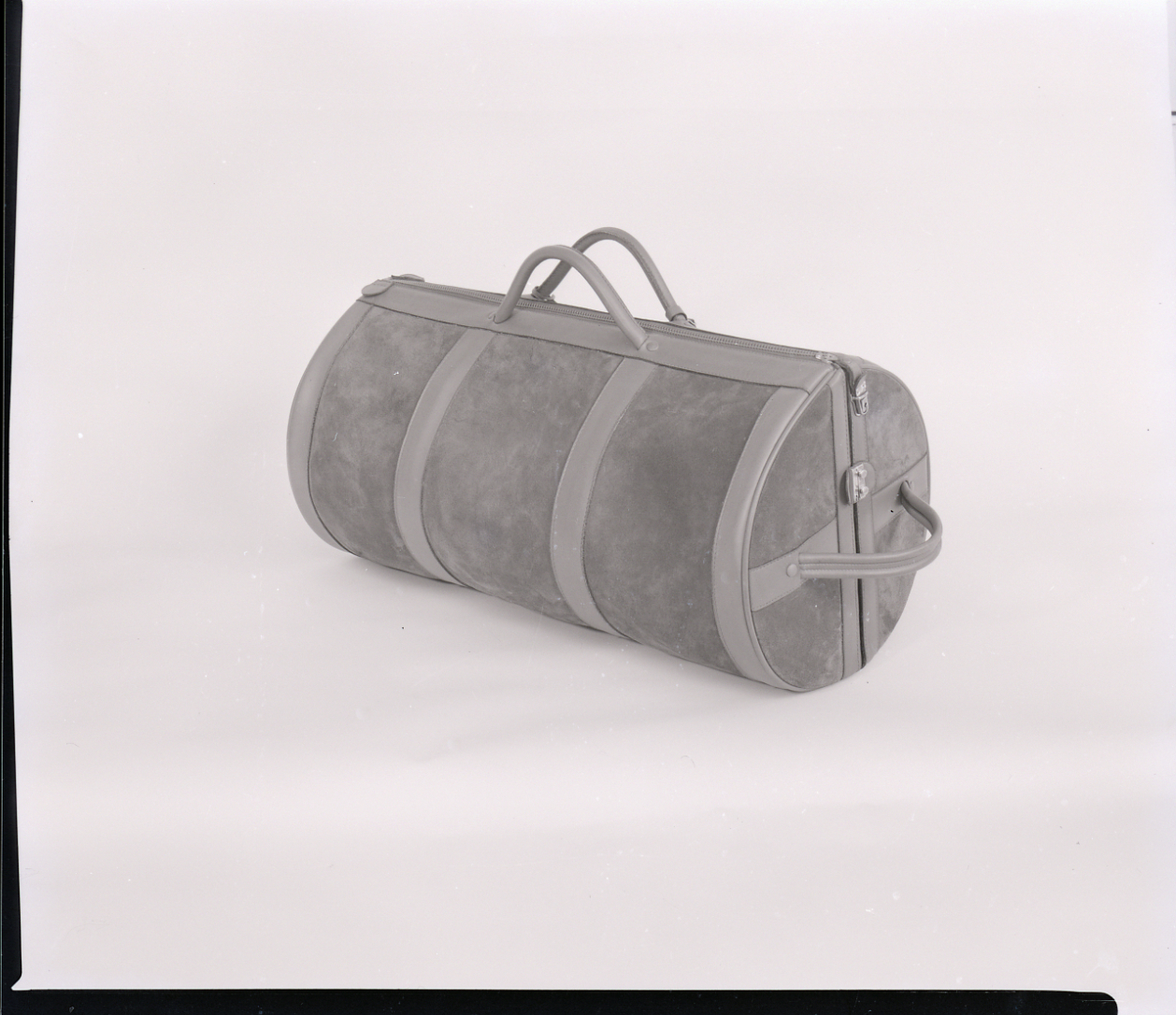
Valise Arcata de Beretta
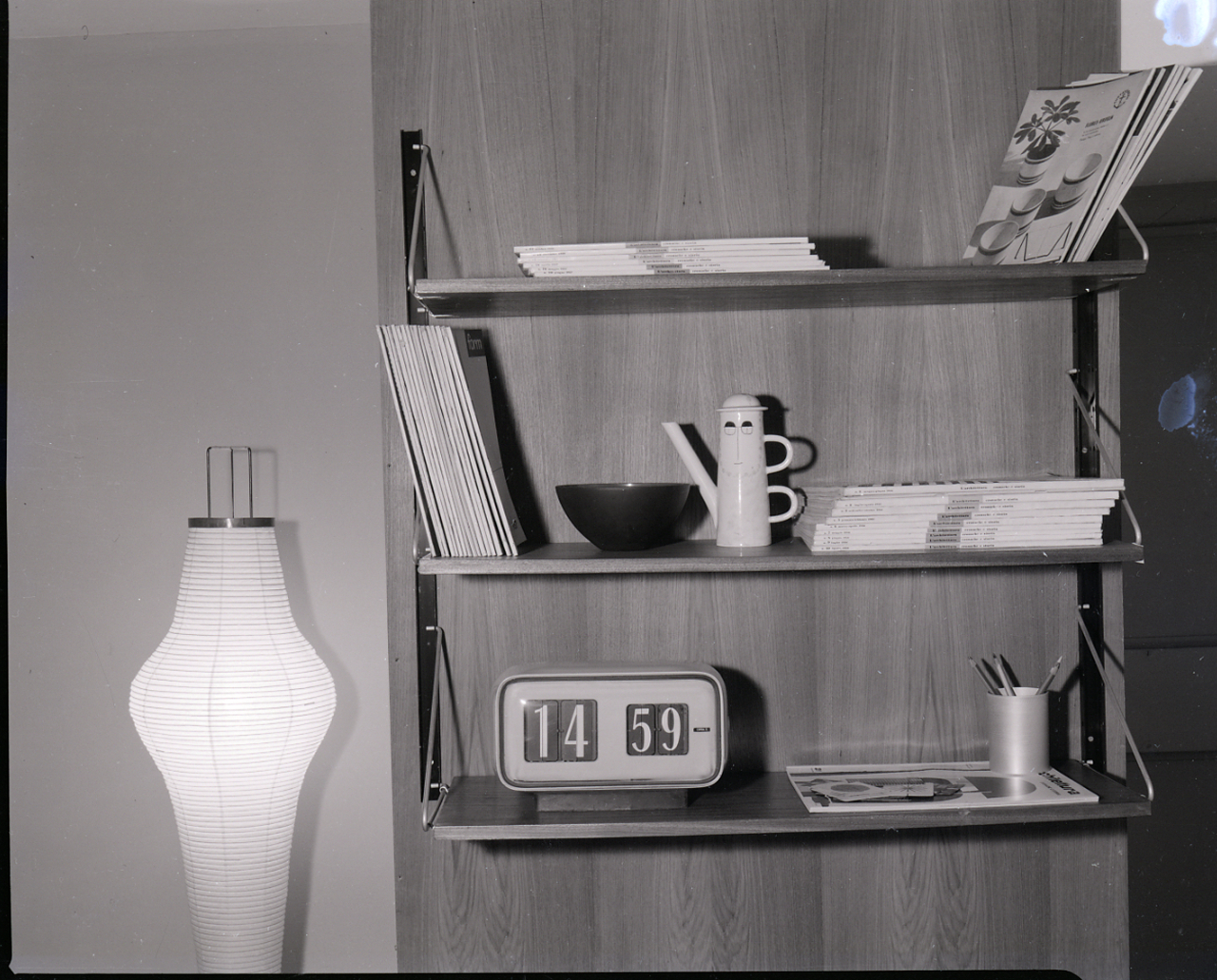
Sur étagère, l'horloge électro-mécanique "Cifra 5" (Solari)
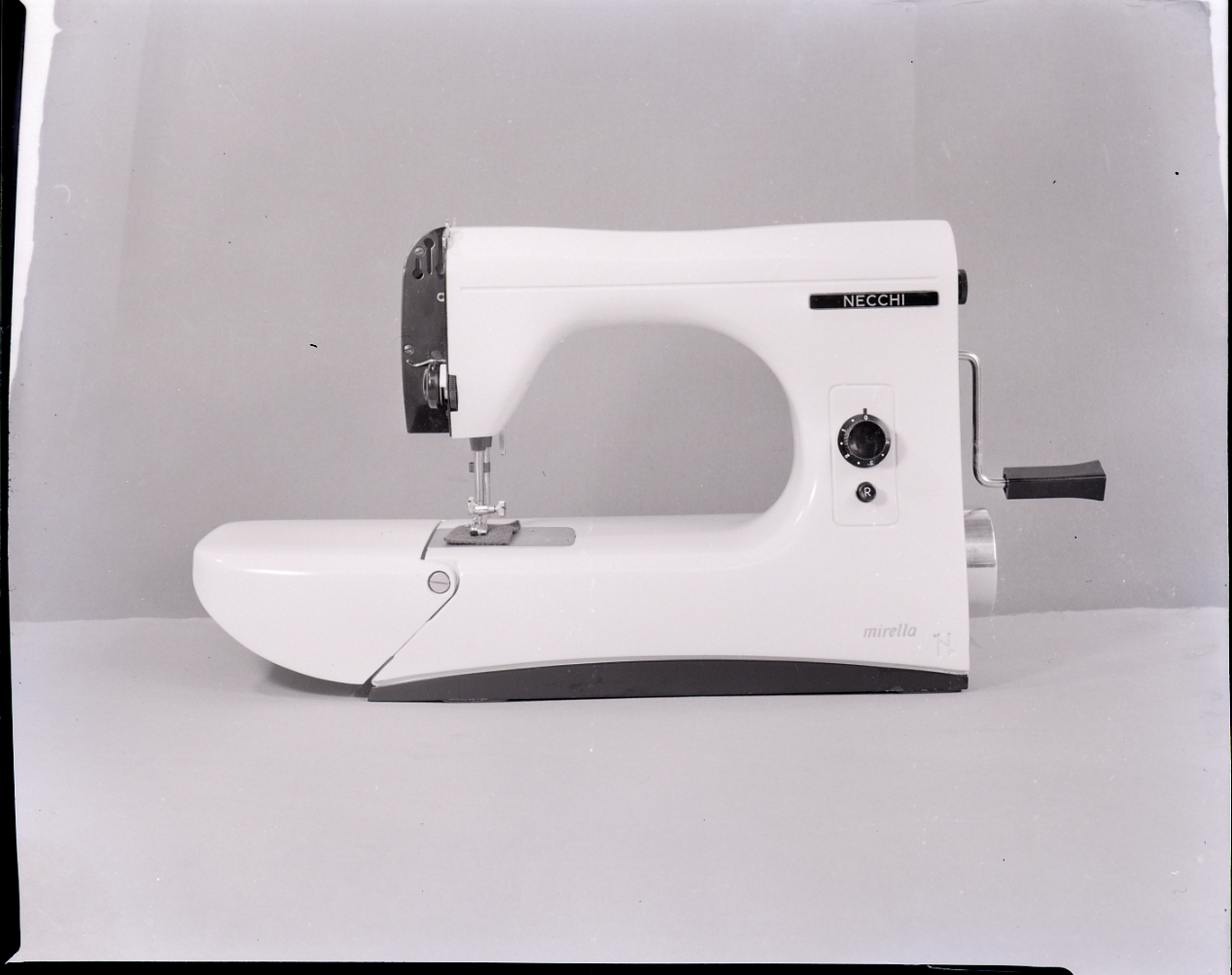
Machine à coudre Mirella conçue par Marcello Nizzoli pour Necchi
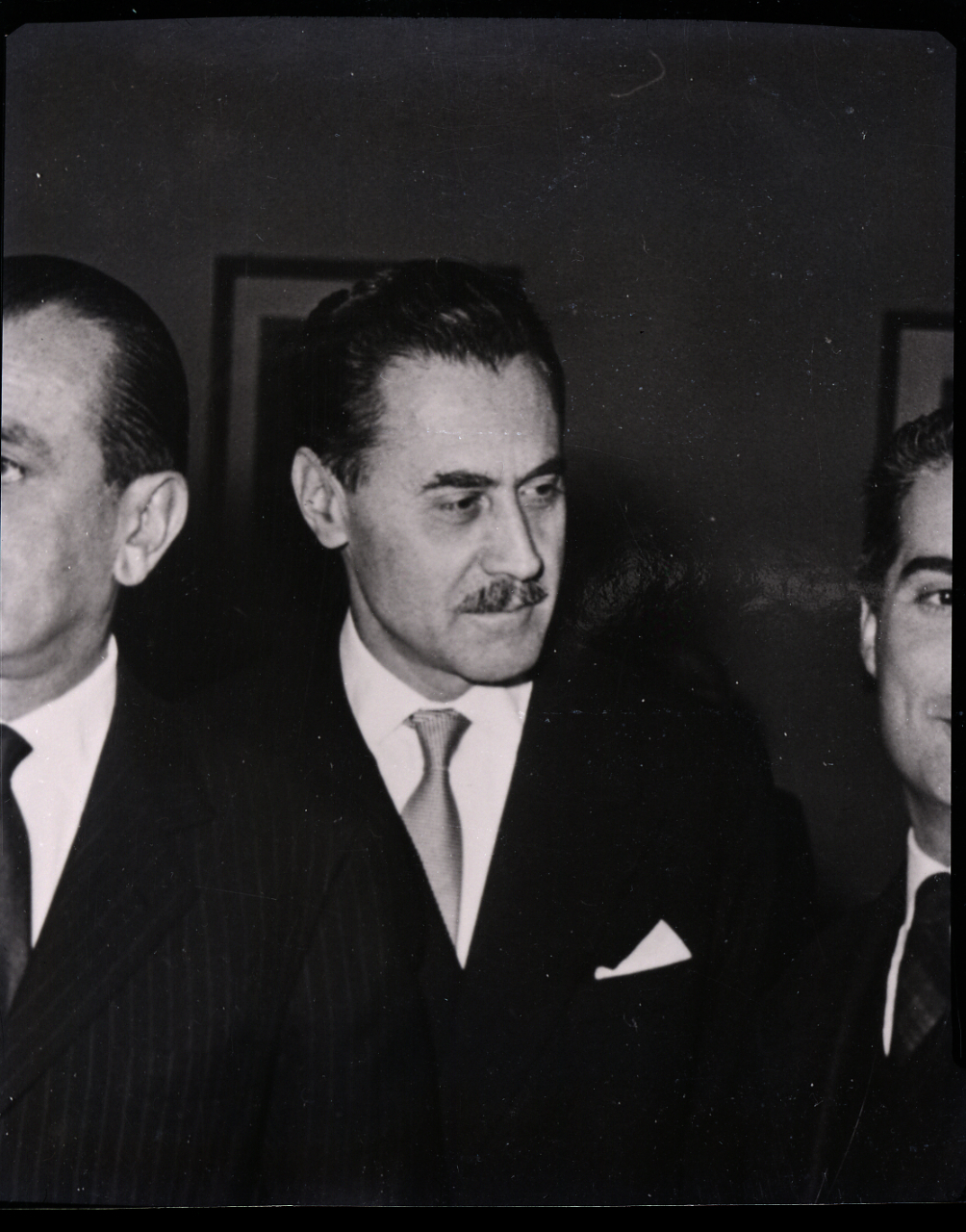
Franco Albini (primé en 1955) vers 1960.

- Machine à coudre
 super-automatique
 modèle 1102 
conçue par Marco Zanuso
 (Fratelli Borletti)
- Valise Arcata de Beretta
- Sur étagère, l'horloge électro-mécanique
"Cifra 5" (Solari)
- Machine à coudre
 Mirella
 conçue par
 Marcello Nizzoli
 pour Necchi
- Franco Albini
(primé en 1955)
vers 1960.

## Hommage (philatélie)
À l'occasion du XXIIe Compasso d'Oro ADI en juillet 2011, la poste italienne, dans la série thématique Made in Italy, lui dédie l'émission d'un  timbre d'une valeur faciale de 0,60 €.